# Ermek Kenzhebayev
Ermek Kenzhebayev (Biskek, 3 de abril de 2003) es un futbolista kirguís que juega en la demarcación de centrocampista para el FC Bars de la Liga de fútbol de Kirguistán.

## Selección nacional
Hizo su debut con la selección absoluta de Kirguistán el 12 de octubre de 2023 contra Baréin en un partido amistoso que finalizó con un resultado de 2-0 a favor del combinado bareiní tras los goles de Mohamed Abdulwahab y Abdullah Al-Hashash.

## Clubes
| Club                       | País        | Año       | Partidos | Goles |
| -------------------------- | ----------- | --------- | -------- | ----- |
| Ilbirs Bishkek FC (cedido) | Kirguistán  | 2021-2022 | 43       | 5     |
| FC Dordoi Bishkek          | Kirguistán  | 2023      | 4        | 0     |
| FC Slavia Mozyr            | Bielorrusia | 2023-2024 | 13       | 0     |
| FC Bars (cedido)           | Kirguistán  | 2025-     | 11       | 0     |